# گاواردو
گاواردو (به ایتالیایی: Gavardo) یک کومونه در ایتالیا است که در استان برشا واقع شده‌است.

## خصوصیات
گاواردو ۲۹٫۵۰۸ کیلومترمربع مساحت و ۱۱٬۷۸۶ نفر جمعیت دارد و ۱۹۹ متر بالاتر از سطح دریا واقع شده‌است.